# Napomyza clematidicolla
Napomyza clematidicolla este o specie de muște din genul Napomyza, familia Agromyzidae, descrisă de Spencer în anul 1963. Conform Catalogue of Life specia Napomyza clematidicolla nu are subspecii cunoscute.